# Giuseppe Carratelli
Giuseppe Carratelli (Cosenza, 11 giugno 1932 – Cosenza, 11 aprile 2021) è stato un avvocato e politico italiano, sindaco di Cosenza e presidente del Cosenza Calcio.

## Biografia
Nipote del padre costituente Benedetto Carratelli, si laureò in giurisprudenza presso l'Università La Sapienza di Roma a ventidue anni e dopo breve tempo iniziò il corso per allievi ufficiali dell'Esercito Italiano presso la Scuola di fanteria di Cesano. Nel 1957 si iscrisse all'albo degli avvocati di Cosenza.
Ricoprì la carica di presidente della Spa Cosenza Calcio 1914, conclusa con la promozione della locale squadra in serie B nel 1988. 
Eletto consigliere comunale a Cosenza nel 1985, per la Democrazia Cristiana,  fu sindaco di Cosenza dal maggio 1989 all'agosto 1990, e di nuovo dal dicembre 1991 al giugno 1992. Svolse anche la carica di presidente della Commissione consiliare per l'urbanistica, di assessore al personale e di vice-sindaco. Dal 1972 al 1990 fu consigliere dell'ordine degli avvocati e procuratori di Cosenza, ricoprendo la carica di segretario e poi quella di presidente dal 1983 al 1990.

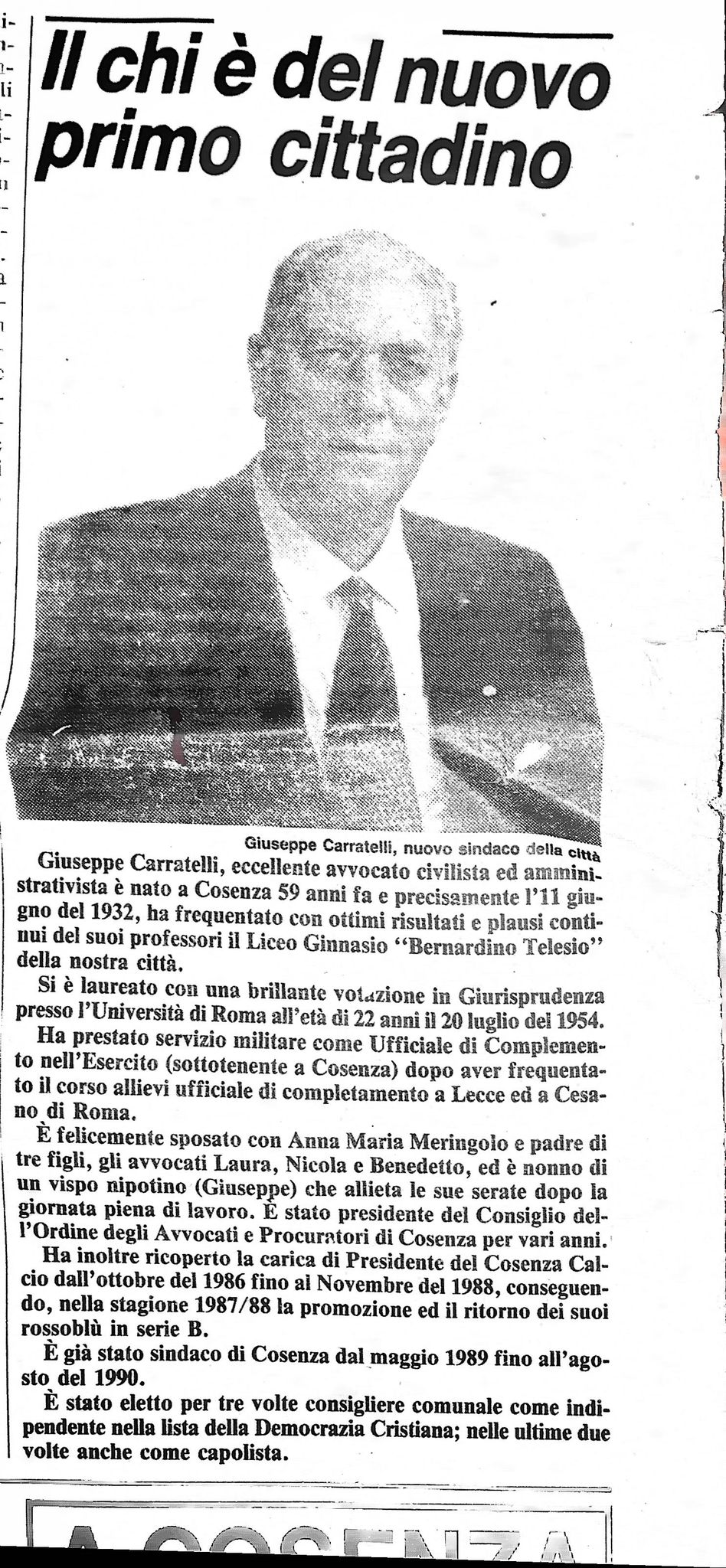
Giornale di Calabria 12 dicembre 91, pagina 7

Nel 1992 gli fu conferita l'onorificenza di Grande Ufficiale dell'Ordine al merito della Repubblica Italiana, mentre nel 1999 quella di Cavaliere di Gran Croce.
Nel 1997 venne ricandidato sindaco di Cosenza alla guida di una coalizione di centro-destra, perdendo al primo turno contro Giacomo Mancini.
Nel 2014 venne eletto dai tifosi rossoblù, nel sondaggio indetto da Cosenza Channel, presidente del secolo.
Il 6 agosto 2021, la Giunta Comunale del Comune di Cosenza, ha stabilito di intitolare alla sua memoria la nuova piazza realizzata nell'area circostante la storica Fontana di Giugno, all'estremità meridionale dell'isola pedonale di Corso Mazzini.